# Urbana legenda
Urbana legenda ili urbani mit izmišljen je događaj koji predstavlja dio modernog folklora, odnosno opisuje se i prenosi od osoba uvjerenih u njihovu istinitost. U tome su gotovo istovjetni nekadašnjim mitovima i legendama; izraz "urban", pak, ne označava njihovo zemljopisno, nego vremensko određenje; njime se označavaju mitovi i legende koji su nastali i koji opstaju u modernom svijetu koje karakteriziraju urbanizacija i tehnologija. Urbane legende, s obzirom na to da su nastale "prirodno" ili se prenose u dobroj vjeri bez nekih loših motiva, valja razlikovati od masovnih obmana ("pataka").
Za urbane legende je karakteristično da nemaju autora, odnosno da se prenose "od usta do usta", odnosno najčešće kroz neformalna druženja prijatelja i poznanika na sličan način na koji se prenose glasine i tračevi. Razvitku urbanih legendâ je, pak, dosta doprinio razvitak medija, pogotovo onih koji njeguju tzv. Žuto novinarstvo, te Interneta koji omogućuje brzo širenje, prilagodbu i evoluciju urbanih legendâ.
Sadržaj urbanih legendâ može biti različit – od onih vezanih uz sablast ii razna nadprirodna bića ili fenomene (od kojih je najkarakterističnija Nestala autostoperica), preko priča o jezovitim ili bizarnim zločinima ili nesrećama (kao primjer može poslužiti Ubojica na zadnjem sjedištu), preko anegdota vezanih uz stvarne ličnosti ili događaje pa sve do naizgled banalnih "činjenica" vezanih uz neke aspekte suvremenog života. Efekti urbanih legendâ su također različiti – neke mogu biti bezazlene priče za razonodu, a neke, ako ih shvati previše ozbiljno, mogu dovesti do teških i pogubnih posljedica po zdravlje ili javnu sigurnost.
Urbane legende su od druge polovice 20. stoljeća postale predmet istraživanja sociologa i psihologa. Često služe i kao inspiracija za zaplete književnih djela, igranih filmova i sl. Popularna dokumentarna TV-serija Razbijači mitova je, pak, posvećena testiranju navoda nekih od najpopularnijih urbanih mitova.

## Urbane legende
- Klub 27 – urbana legenda koja ukazuje naono što se smatra nevjerojatnom činjenicom da su mnogi poznati glazbenici umrli nedugo nakon što su navršili dvedeset i sedam godina života
- Nestala autostoperica – urbana legenda o autostoperici koja zaustavlja automobile kraj ceste, ulazi u njih i nakon nekog vremena nestane dok je automobil u vožnji
- Aligator iz kanalizacije – urbana legenda o aligatoru bačenom u kanalizaciju, koji se prilagodio životu u njoj i napada ljude
- Bunny Man – priča o ubojici u zečjim kostimu koji terorizira prolaznike; nastala 1970-ih
- Crni kombi – urbana legenda o većem cestovnom vozilu koji se pojavljuje blizu vrtića, škola i dječjih igrališta i iz njega vrebaju otmičari koji žele oteti djecu; ta urbana legenda česta je i u Hrvatskoj
- Djeca crnih očiju – priča o djeci potpuno crnih očiju koja šire stravu
- Đavolji otisci, fenomen koji se dogodio sredinom 19. stoljeća u južnom Devon u Engleskoj kada su u snijegu nađeni neobični otisci kopita
- Krađa organa – urbana legenda koja često uključuje mladića kojeg zavodi lijepa djevojka. Nakon što prenoće zajedno, mladić se budi u kadi punoj hladne vode i leda te otkriva šav na leđima koji sugerira da mu je netko izvadio i ukrao bubreg
- Krvava Mary, legenda o duhu kojeg se priziva pomoću izgovaranja  njezina imena nekoliko puta ispred mračnog ogleedala kako bi otkrio budućnost
- Ljudi u crnom – tajanstveni ljudi u crnim odijelima koji se često pojavljuju nakon viđenja NLO-a
- Područje 51 – američka zrakoplovna baza u kojoj se izvode tajanstvene vojne aktivnosti povezane s NLO-ima
- Mothman, prema suvremenomm mitološkom vjerovanju, fantastično biće koje se pojavljuje u okolici američkog grada Point Pleasanta
- Ubojica na zadnjem sjedištu – strašna priča o ubojici koji se krije na zadnjem sjedištu te ubija svoju žrtvu koja uđe u auto nesvjesna njegove prisutnosti
- Slenderman – urbana legenda koju je kreirao korisnik internet foruma Victor Surge 2009. godine, nakon čega je postaao popularna društvena ikona, koja se pojavljuje u pričama i filmovima. Radi se o čovjeku bez lica u tamnom odijelu koji ima vrlo vitku fizičku konstituciju i neobično duge i vitke ruke i noge. Prema priči, napada djecu i mlade
- Vrag iz Jerseyja, poznat i kao Vrag iz Leedsa, legendarno stvorenje iz New Jerseyja, koji je navodno prvi put viđeno 1909. godine. Opisuje ga se često kao stvorenje s konjskom glavom i dugim vratom koje stoji na stražnjim noga, ima dug rep i šišmišja krila na leđima.

## Vanjske poveznice
- Snopes – Urban Legends Reference Pages
- The AFU And Urban Legends Archive  Arhivirana inačica izvorne stranice od 6. veljače 2006. (Wayback Machine)